# Pap János (polgármester)
Pap János Dániel (Karcag, 1958. november 17- ) magyar építész, politikus, 1990 és 2006 között, négy hivatali cikluson át, Békéscsaba polgármestere.
A megyeszékhely leghosszabb hivatali idejét szolgáló vezetője, rendszerváltás utáni első, demokratikusan megválasztott polgármestere. Ezen időszakhoz köthető a rendszerváltás negatív következményeinek kezelése, a gazdasági fellendüléshez szükséges intézkedések meghozatala. Szolgálati idejét stabil, korrupciómentes, piaci szereplők számára is kiszámítható működés jellemezte a demokratikus átmenet, majd az európai uniós csatlakozás időszakában.

## Egyetemi tanulmányok, korai karrier (1978-1989)
Egyetemi tanulmányait a Budapesti Műszaki Egyetem Építészmérnöki Karán végezte, ahol 1984-ben okleveles építészmérnöki diplomát szerzett. Később a Budapesti Műszaki Egyetem Építészmérnöki Kar városfejlesztő szakmérnöki képzésén folytatott tanulmányokat.
Karrierjét a Budapest Főváros Tanácsa Városrendezési és Építészeti Főosztályán kezdte, mint építész ügyintéző. 1986-ban költözött Békéscsabára családjával, és kezdett építész tervezőként dolgozni a Békés Megyei Beruházási Vállalatánál. Társaival együtt 1989 tavaszán megalakította a Szabad Demokraták Szövetsége (SZDSZ) békéscsabai szervezetét, majd az SZDSZ és a FIDESZ közös polgármesterjelöltje lett.

## Közszolgálati munka (1990-2023)
1990 októberében, a rendszerváltást követően, négy évtized múltán ismét polgármester-választásra került sor, ahol kiélezett versenyben megválasztották Békéscsaba polgármesterének.
Az eskü letétele után megköszönte a bizalmat, s rövid székfoglalójában ígérte, hogy párthovatartozástól függetlenül a városért fog dolgozni. Mondandóját e szavakkal fejezte be: "Képviselőtársak! Lássunk munkához!"
Pap János Dániel 16 éven keresztül volt Békéscsaba polgármestere. Békéscsaba Megyei Jogú Város Önkormányzatánál töltött időszaka alatt számos kiemelkedő projektre vállalkozott, mint például az új intézményfinanszírozási rendszer kialakítása, városi vagyonkezelő társaság, ipari park és vállalkozói inkubátorház létrehozása és működtetése. Ifjúsági garzonházak és szociális lakások épültek, megvalósult a békéscsabai Réthy Pál Kórház belgyógyászati tömbjének rekonstrukciója, a fűtési rendszer korszerűsítése és számos iskola energia-racionalizálása. Sor került a Közgazdasági Szakközépiskola új épületegyüttesének megépítésére, illetve a sétálóutca kialakítására négy ütemben.
Egy milliárd forint összegű fejlesztés érkezett az EU előcsatlakozási forrásából a Körösök Völgye Natúrpark öt településére (pl. Békéscsaba – Látogatói Központ, Békés – kishajó kikötő).
Polgármestersége idején sor került az 1948 óta állami tulajdonban lévő Evangélikus Gimnázium újra egyházi fenntartásba vételére, az intézmény 1993-ban indult újra. 1997. október végén került megszervezésre az első Csabai Kolbászfesztivál, de ugyancsak erre az időszakra tehető a Városházi Esték, a Csabai Garabonciás Napok, és a Békéscsaba - Arad - Békéscsaba határnyitó szupermaraton indulása.
Már a '90-es évek elején téma volt egy pláza típusú beruházás Békéscsabán, ami aztán a helyi befektetőknek is köszönhetően valósággá vált. 2001. november 23-án átadták a bevásárlóközpontot. A Budapest Bank 2006-ban nyitotta meg a több száz embernek munkát adó, bankműveleti központját a Csaba Center harmadik emeletén, egy addig ismeretlen területet megnyitva az itt élők előtt.
Pap János Dániel alapító elnöke volt a Körösök Völgye Natúrpark Egyesületnek és a Magyar Natúrparkok Szövetségének, 2002 és 2007 között.
2007-ben a Békés Megyei Vízművek Zrt. beruházási osztályvezető-helyetteseként dolgozott. 2008 és 2013 között Szegedre költözött, ahol a MÁV Vagyonkezelő Zrt. Területi Központjának vezetője volt. 2013-ban költözött haza Békéscsabára, ahol a Békéscsabai Városgazdálkodási Kft. műszaki szakértői pozíciójában dolgozott.

## Családja és magánélete
Bár Karcagon született, Csorváson (Békés megye) nőtt fel. Édesapja dr. Pap János ott volt körzeti orvos, édesanyja dr. Pap Jánosné Demcsák Mária nyugdíjazásáig a Csorvási Általános Iskola tanítónője volt.
Pap János férj, apa, négy felnőtt gyermeke - három lány és egy fiú - van. Kilenc unoka nagyapja.

## Hivatkozáslista
1. ↑  BÉKÉSCSABAI VÁLASZTOTT POLGÁRMESTEREK ÉS TANÁCSELNÖKÖK, 1849-2010 (magyar nyelven). https://bekescsaba.hu. (Hozzáférés: 2023. október 26.)
2. ↑   (2023. szeptember 4.) „Békéscsaba politikai élete” (magyar nyelven). Wikipédia.
3. 1 2  Erika, Mikóczy: 30 év, 30 történet – Pap János: A Heti Mérlegben minden vélemény helyet kapott (magyar nyelven). behir.hu. (Hozzáférés: 2023. október 26.)
4. ↑  BÉKÉSCSABAI VÁLASZTOTT POLGÁRMESTEREK ÉS TANÁCSELNÖKÖK, 1849-2010 (magyar nyelven). https://bekescsaba.hu. (Hozzáférés: 2023. október 26.)
5. ↑  BÉKÉSCSABAI VÁLASZTOTT POLGÁRMESTEREK ÉS TANÁCSELNÖKÖK, 1849-2010 (magyar nyelven). https://bekescsaba.hu. (Hozzáférés: 2023. október 26.)
6. ↑  Origo: Pap János maradhat Békéscsabán (magyar nyelven). https://www.origo.hu. (Hozzáférés: 2024. április 1.)
7. 1 2  Online, V. G.: Hetven milliárd az újabb Leader programra (magyar nyelven). Világgazdaság, 2006. szeptember 21. (Hozzáférés: 2023. október 26.)
8. ↑  Iskolatörténet. begart.hu. (Hozzáférés: 2023. október 26.)
9. ↑  A Csabai Kolbászfesztivál története (magyar nyelven). www.csabaikolbaszfesztival.hu. (Hozzáférés: 2023. október 26.)
10. ↑  Szupermaraton, amely 21-edjére összeköt bennünket (magyar nyelven). hír6.hu. (Hozzáférés: 2023. október 26.)
11. ↑   (2023. október 13.) „Csaba Center” (magyar nyelven). Wikipédia.